# Banksia baxteri
Banksia baxteri (R.Br., 1830) è una pianta appartenente alla famiglia delle Proteaceae, endemica dell'Australia Occidentale.